# Efrain Almeida
Efrain Almeida de Melo (Boa Viagem, 25 de janeiro de 1964 – Rio de Janeiro, 23 de setembro de 2024) foi um artista plástico brasileiro.

## Vida pessoal e artística
Nascido no Ceará, mudou-se para o Rio de Janeiro em 1976, iniciando sua formação artística na Escola de Artes Visuais do Parque Lage. A partir da década de 1990, passou a eleger a madeira como matéria prima de seus trabalhos. 
Sua primeira exposição individual, intitulada Objetos, aconteceu no Centro Cultural Sérgio Porto, no Rio de Janeiro, em 1993. Em 1997 participou da primeira edição da Bienal do Mercosul e, em 2002, da Bienal Internacional de Buenos Aires.
No ano de 2015 exibiu, pela primeira vez, no Rio de Janeiro, trabalhos em bronze.
Em 2016 expôs no Museu de Arte Moderna da Bahia, em Salvador.
No mês de abril de 2017 abriu a mostra Uma Coisa Linda, na Galeria Massangana, em Recife, levando suas pequenas esculturas de pássaros para remontar sua trajetória.
Sua última exposição foi 'O Jardim', que estava em cartaz no Museu Oscar Niemeyer em Curitiba, quando o artista morreu.
A obra de Efrain incluía esculturas em madeira e bronze, bordados em tecido e aquarelas.